# Staring to the Sun
Staring to the Sun är den amerikanska musikgruppen Scarlings fjärde singel, utgiven 6 juni 2006 på skivbolaget Sympathy for the Record Industry.
Singelns tredje spår, "Wave of Mutilation", är en cover på en Pixies-låt.

## Låtlista
1. "City Noise"
2. "Staring to the Sun"
3. "Wave of Mutilation"